# 圣若翰洗者堂 (利沃夫)
圣若翰洗者堂（烏克蘭語：Костел святого Івана Хрестителя）位于烏克蘭西部城市利維夫高堡脚下的旧市场广场1号，原为罗马天主教教堂，哥特式风格，建于14世纪下半叶，19世纪重建。1945年后关闭。1993年，乌克兰独立后，在该教堂设立了利沃夫古迹博物馆（Музей найдавніших памʼяток Львова）作为利沃夫美术馆的一个分馆。

## 历史

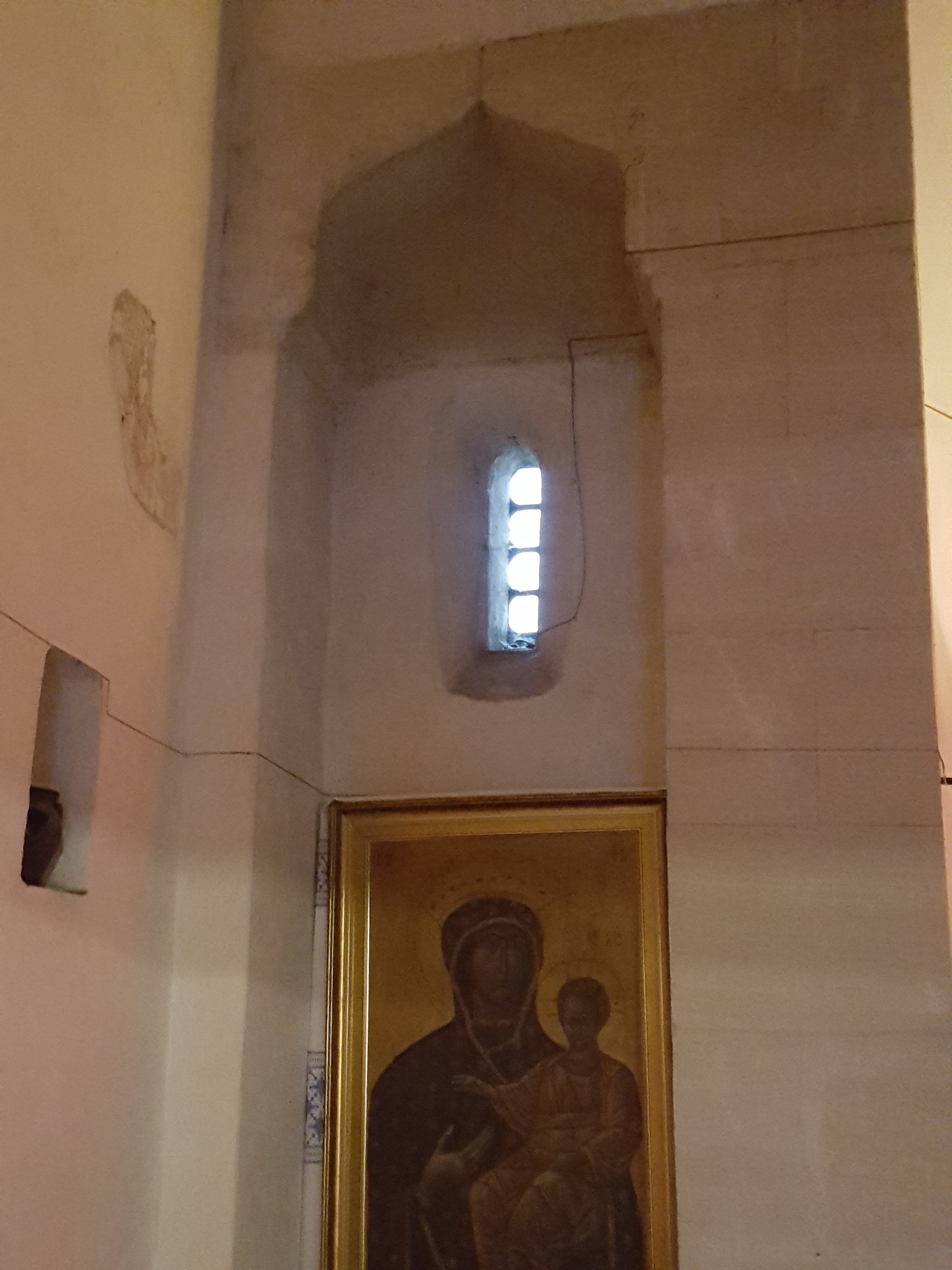

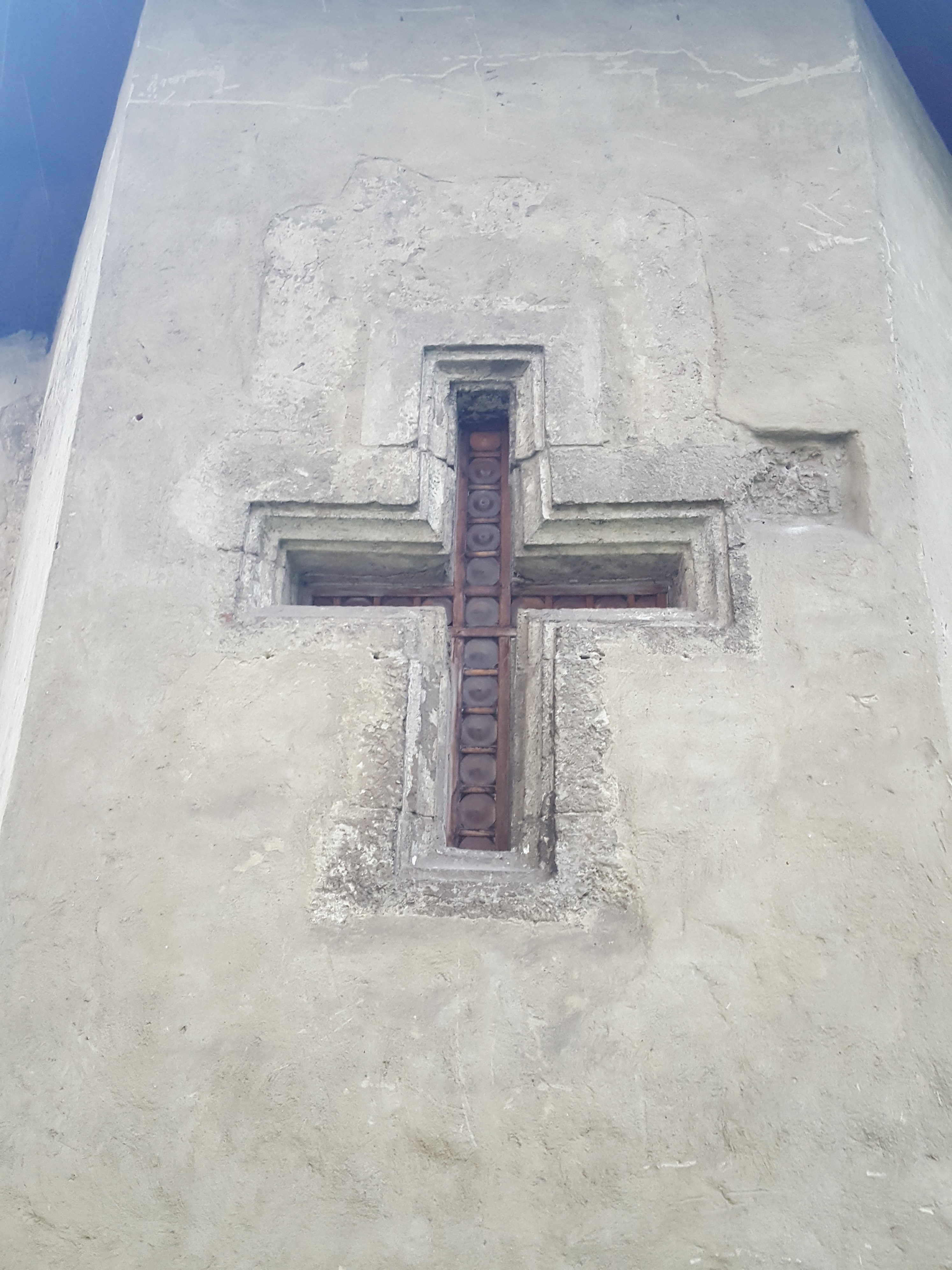

根据1978年和1984-1985年进行的考古研究，圣若翰洗者堂建于14世纪下半叶（1363-1371）。这是一座哥特式砖砌建筑，单中殿式，矩形平面，面积为8乘6米。1371年，教堂交给亚美尼亚修士。亚美尼亚十字架被保留了下来。教堂位于城墙外的亚美尼亚区。
1799年，教堂被大火摧毁，直到1836年仍是一片废墟。次年重建，建成标志性的新钟楼。1855年教堂翻修。1861年，教堂附近竖立了一座钟楼。拱顶于1869年加固。1886-1887年，由朱利安·扎卡里维奇设计，进行了翻修和大规模重建。
1947-1978年间，教堂由医院使用。1993年，利沃夫美术馆的一个分馆在教堂开幕。教堂里保存了几幅17世纪的绘画作品。